# Ministerio de Ciencia, Tecnología e Innovación (Brasil)
El Ministerio de Ciencia, Tecnología e Innovación (en portugués, Ministério da Ciência, Tecnologia e Inovações), siglas MCTI, es el órgano máximo de la Administración federal de Brasil responsable de la formulación e implementación de la Política Nacional de Ciencia, Tecnología e Innovación. Tiene sus actuaciones pautadas de acuerdo con las disposiciones del capítulo IV de la Constitución Federal de 1988. La responsable actual del ministerio es Luciana Santos, del Partido Comunista de Brasil (PCdoB).

## Historia
El Ministerio de Ciencia, Tecnología e Innovación fue creado el 15 de marzo de 1985, por el Decreto n.º 91.146, durante el Gobierno de José Sarney. Nace como órgano central del sistema federal de ciencia y tecnología de Brasil.
El surgimiento de ese nuevo ministerio, además de expresar la importancia política de este segmento, atendió a un antiguo anhelo de la comunidad científica y tecnológica nacional. Su área de cualificación abriga el patrimonio científico y tecnológico, su desarrollo, la política de cooperación e intercambio concerniente a ese patrimonio, la definición de la Política Nacional de Ciencia y Tecnología, la coordinación de políticas sectoriales, la política nacional de investigación, desarrollo, producción y aplicación de nuevos materiales y servicios de alta tecnología.

## Estructura organizativa
I - Órganos de asistencia directa al Ministro de Estado
- a) Gabinete;
- b) Secretaría Ejecutiva:
- 1. Subsecretaría de Coordinación de las Unidades de Investigación;
- 2. Subsecretaría de Planificación, Presupuesto y Administración;
- c) Asesoría de Asuntos Internacionales;
- d) Consultoría Jurídica;

II - Órganos específicos singulares
- a) Secretaría de Políticas y Programas de Investigación y Desarrollo:
- b) Secretaría de Ciencia y Tecnología para la Inclusión Social:
- c) Secretaría de Desarrollo Tecnológico e Innovación;
- d) Secretaría de Política de Informática:

III - Unidades de Investigación
- a) Instituto Nacional de Investigación de la Amazonia;
- b) Instituto Nacional de Investigación Espacial;
- c) Instituto Nacional de Tecnología;
- d) Instituto Nacional de Semiáridos;
- e) Instituto Brasileño de Información en Ciencia y Tecnología;
- f) Centro de Tecnología de la Información Renato Archer;
- g) Centro Brasileño de Investigaciones Físicas;
- h) Centro de Tecnología Mineral;
- i) Laboratorio Nacional de Astrofísica;
- j) Laboratorio Nacional de Computación Científica;
- k) Museo de Astronomía y Ciencias Afines;
- l) Museo Paraense Emílio Goeldi;
- m) Observatorio Nacional;

IV - Unidades descentralizadas
- a) Representación Regional del MCTI en el Noreste;
- b) Representación Regional del MCTI en el Sureste;

V - Órganos colegiados
- a) Consejo Nacional de Ciencia y Tecnología;
- b) Consejo Nacional de Informática y Automatización;
- c) Consejo Nacional de Control de Experimentación Animal;
- d) Comisión Técnica Nacional de Bioseguridad;
- e) Comisión de Coordinación de las Actividades de Meteorología, Climatología e Hidrología;

VI - Entidades vinculadas
1. a) Organismos autónomos (Autarquías):

- 1. Agencia Espacial Brasileña;
- 2. Comisión Nacional de Energía Nuclear;

1. b) Fundaciones:

- 1. Consejo Nacional de Desarrollo Científico y Tecnológico;

1. c) Empresa Pública:

- 1. Financiera de Estudios y Proyectos;
- 2. Centro Nacional de Tecnología Electrónica Avanzada S.A;
- 3. Industrias Nucleares Brasileñas;
- 4. Nuclebrás Equipamientos Pesados;

1. d) Empresa Binacional:

- 1. Alcântara Cyclone Space.

## Consejo Nacional de Ciencia y Tecnología

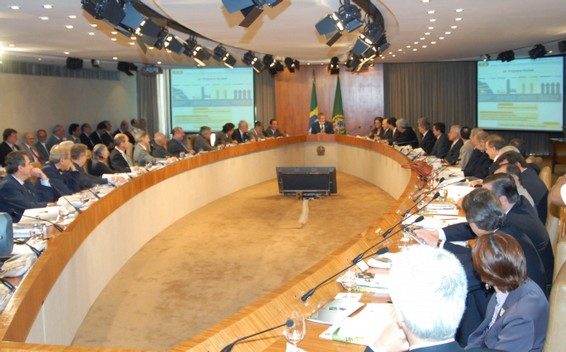
El presidente Lula da Silva habla en la apertura de la reunión del Consejo Nacional de Ciencia y Tecnología (octubre de 2007). Foto:Roosewelt Abeto/Abr

Según la Ley n.º 9.257, de 9 de enero de 1996, el Consejo Nacional de Ciencia y Tecnología (CCT) es el "órgano de asesoramiento superior del Presidente de la República para la formulación e implementación de la política nacional de desarrollo científico y tecnológico" y la secretaría del consejo es ejercida por el Ministerio de Ciencia y Tecnología.
El consejo está compuesto por:
- 13 miembros permanentes: ministros, incluyendo el de Ciencia y Tecnología, Jefe de Gabinete de la Presidencia de la República y Ministerio de Defensa.
- 8 representantes titulares (y 8 suplentes) de productores y usuarios de Ciencia y Tecnología, como el expresidente de la Academia Brasileña de Ciencias (ABC), Eduardo Moacyr Krieger y el empresario Jorge Gerdau Johannpeter (presidente del Grupo Gerdau)
- 6 representantes de entidades nacionales representativas de sectores de enseñanza, investigación y Ciencia y Tecnología, como el presidentes de la ABC, Jacob Palis, y de la Sociedad Brasileña para el Progreso de la Ciencia (SBPC).[3]

## Orden Nacional del Mérito Científico
Fue instituida en 1993 y premia a personalidades nacionales y extranjeras que se distinguen por relevantes contribuciones a la Ciencia y a la Tecnología. El Gran maestre es el presidente de la República y el Canciller, el ministro de Ciencia y Tecnología. Además de ellos, participan los ministros de Relaciones Exteriores, de Desarrollo, Industria y Comercio Exterior y de Educación.